# Justice League: The New Frontier
Justice League: The New Frontier (en español Liga de la Justicia: La Nueva Frontera) es una película de animación de superhéroes, adaptada de los héroes de DC Cómics, es la adaptación del elseworld DC: La Nueva Frontera. El guion es obra del escritor Stan Berkowitz, junto con Darwyn Cooke, el escritor y el artista de The New Frontier, que actúa como consultor de historia.
La película recibido la calificación de PG-13 por el contenido violento y fue lanzada el 26 de febrero de 2008. Es la segunda en la línea de películas de animación de DC Universe dadas a conocer por Warner Premiere y Warner Bros. Animation; siendo la primera Superman: Doomsday, y la tercera Batman: Gotham Knight. La película tuvo su estreno difusión el 18 de octubre de 2008 en Cartoon Network.

## Trama
La película (ajustada entre 1953-1960) comienza con una entidad desconocida explicando la forma en que ha sido testigo de la evolución de la vida en la Tierra:

"Como todas las cosas, salí del centro de la fusión de una creación. Pero la mía ha sido una ruta única. Aislado, he desarrollado atributos superiores a los de los seres inferiores. A continuación, la esfera es golpeada por una piedra celeste inmensa. Trozos negros de la muerte llenan el cielo y el mundo se convirtió en un jardín caótico de la fatalidad. Pronto la esfera empieza a cultivar nuevas formas de vida. Y había uno que estaba por encima del resto. Su resguardo frágil desmentía su naturaleza violenta. Y en lo que parecía un latido del corazón, estas cosas proliferado en los medios tanto número como en destrucción. Ahora se han aprovechado las fuerzas más destructiva. Y yo, El Centro, he concluido que el planeta debe ser limpiado de ellos"

### Sinopsis
La película se inicia en el final de la guerra de Corea, donde los pilotos de jet estadounidenses Hal Jordan y su escolta, Kyle "Ace" Morgan, son atacados por pilotos enemigos aún no informados del alto el fuego. Hal es derribado en el conflicto que siguió, y se ve obligado a matar a un soldado de Corea del Norte después de eyectarse. El trauma de este evento obliga que internen a Hal en un hospital mental durante unos seis meses.
En el Observatorio de Gotham City, el último superviviente de la raza marciana, J'onn J'onzz, sin darse cuenta es transportado a la Tierra por un científico, el Dr. Saúl Erdel. El impacto de la aparición de J'onn le provoca a Erdel un ataque al corazón, aunque antes se disculpa por haberlo traído de Marte. Incapaz de volver a Marte, se disfraza como el Dr. Erdel utilizando sus habilidades para cambiar de forma apoderándose de su identificación; antes de irse lee la mente de Erdel en sus últimos momentos de la vida para ganar una comprensión de la vida en la Tierra.
Al año siguiente, Superman ayuda junto con la Mujer Maravilla en Vietnam, donde celebran con un grupo de mujeres que rescataron de los rebeldes políticos. La Amazona les imparte su propia justicia a los captores, con Superman horrorizado. Él le recuerda a Diana que el gobierno no confía en los héroes, lo que ha llevado a la disolución de la Sociedad de la Justicia, a la muerte de Hourman, así como también a la identificación de Batman como un vigilante fugitivo. Superman también trata de recordarle que hay que mitigar el miedo del público en general, es por eso que firmaron juramentos de lealtad al gobierno de los Estados Unidos. Diana, sin embargo, decide que ella debe hacer lo que ella siente que es correcto. Más tarde Diana deja Estados Unidos para regresar a la Isla Paraíso. Superman más tarde habla con Lois Lane sobre la Mujer Maravilla y Batman, ya que ninguno de los dos está dispuesto a sacrificar sus principios por los demás.
En Gotham City, J'onn J'onzz ha estado viviendo en silencio bajo el disfraz de doctor Erdel, mientras que aprende lo que puede acerca de los seres humanos y la sociedad en la Tierra a través de la televisión. En Las Vegas, la periodista Iris West se reúne con el cantante Buddy Blake para una entrevista, en el mismo casino, donde Hal Jordan y Ace Morgan se divierten. Mientras que Iris está hablando por teléfono con su novio Barry Allen, el Capitán Frío llega a robar el casino. Al oír los eventos por el teléfono, Barry parte hacia Las Vegas desde Ciudad Central, como Flash y se enfrenta a Frío, que le dice que ha ocultado en toda la ciudad seis bombas criogénicas programadas para apagarse en 90 segundos. Flash corre por toda la ciudad y localiza cinco de las bombas, pero deduce que la sexta es un señuelo, y captura a Frío antes de que pueda escapar en helicóptero. Antes de ser sometido, Frío es poseído por la entidad desconocida del prólogo, quien le pregunta por qué Flash es más rápido que los demás seres "inferiores" antes de marcharse. Hal y Ace logran salir del casino y parten hacia el desierto. Hal está claro acerca de su destino, pero Ace le tiene preparada una sorpresa. Ace le comenta a Hal que ha estado actuando de manera diferente, y Jordan le confiesa que las cosas no han sido las mismas desde la guerra y su tiempo en el hospital. También admite que su hospitalización en el pasado le ha impedido conseguir un trabajo en una compañía aérea respetable. Cuando van caminando dos aeronaves llegan y le informan a Hal que ha sido aceptado como piloto de pruebas para el gobierno, gracias a la recomendación de su amigo.
De regreso a Gotham City, J'onn se une a la policía de la ciudad bajo el nombre de John Jones, y gracias a su integridad, gran astucia analítica, y la telepatía, escala aceleradamente posiciones en tan sólo dos años. Cuando está investigando el secuestro de un niño descubre que ha sido raptado para formar parte de un ritual de sacrificio de un culto que le rinde culto a algo llamado El Centro, J'onn y su compañero Slam Bradley conocen a Batman por primera vez, ya que él también está investigando el secuestro. Los dos policías se unen a Batman en la batalla contra el culto. Después, cuando Batman intenta liberar al niño de sus ataduras, el niño se asusta al verlo. J'onn llega para calmar al muchacho y luego él y su compañero liberan al niño. La entidad que había poseído al Capitán Frío habla a través del líder del culto, identificándose como "El Centro" y les advierte de un juicio inminente.
Hal Jordan comienza los ejercicios de entrenamiento al mando del coronel Rick Flag en Ferris Industries. Su actitud de bromista roza con la personalidad del Coronel, pero Carol Ferris lo defiende y reconoce la habilidad natural de Hal. Carol también reconoce que Hal tiene una muy buena formación, y pronto revela su plan: el Gobierno le ha encargado a Aviones Ferris la construcción de una nave capaz de viajar a Marte. El agente especial King Faraday es asignado para supervisar el proyecto junto con el Dr. Erdel, responsable de la llegada de J'onn a la tierra. De regreso en Gotham City, el caballero de la noche le revela a J'onn que conoce su verdadera identidad, ya que encontró una forma de proteger su mente de la telepatía de J'onn y le sugiere formar una alianza. J'onn confía en Batman y comienza a creer que él puede ser un aliado de confianza. Sin embargo, Batman le advierte de que en caso de que quiera traicionarlo, está dispuesto a usar la vulnerabilidad del marciano en su contra.
En Central City, Flash derrota a Gorilla Grodd (en realidad a un robot duplicado), pero escapa cuando varios agentes del Estado intentan capturarlo en un esfuerzo por aprender el secreto de sus poderes. A pesar de que escapa, la experiencia lo lleva a considerar retirarse de su carrera en la lucha contra el crimen.
J'onn J'onzz interroga a Harry Leiter, un exempleado de Ferris detenido por asesinato bajo la influencia del Centro. Durante el interrogatorio, a Harry se le escapa la información sobre el lanzamiento a Marte. Las divagaciones de Leiter se confirman cuando Faraday llega para llevárselo bajo custodia. J'onn lee brevemente la mente del agente y se entera de la verdad. Después de ver a Flash anunciar su retiro en televisión en vivo, y ver la respuesta del desprecio público, J'onn decide entrar de polizón en el cohete para poder regresar a casa. Antes de salir, llega a la Baticueva, revelando que él ha sido consciente de la identidad de Batman durante bastante tiempo (usando sus habilidades de detective, astucia en lugar de telepatía), y le da lo último que tiene de su investigación sobre el Centro. J'onn le revela a Batman que está perdiendo la fe en la humanidad, y al ver que hay demasiado odio e ignorancia decide abandonar la Tierra. La respuesta de Batman es fría y breve, y como le dice a J'onn "algunas personas no pueden darse el lujo de dejar la Tierra".
Al intentar abordar la nave, J'onn es visto por las cámaras de Faraday, que se enfrenta a J'onn y lucha contra él en la plataforma de lanzamiento. J'onn es capaz de derrotar a Faraday, pero lo salva de los gases de escape del cohete antes de derrumbarse. El cohete está dañado y Hal quiere intentar un aterrizaje, pero su copiloto, el coronel Rick Flagg, le revela que el cohete está cargado con armas de destrucción masiva, y que no va a correr el riesgo de aterrizarlo. Después de una breve lucha, Hal es expulsado de la cabina del piloto. A pesar de que es salvado por Superman, la distracción le permite a Flagg detonar el cohete.
J'onn J'onzz es detenido por Faraday. Superman discute con Faraday por el tratamiento de J'onn diferente al de él (es kryptoniano y por tanto también un alien), sólo porque J'onn se ve radicalmente diferente. También señala que el cautiverio es enteramente decisión de J'onn, porque él puede escapar en cualquier momento usando sus poderes.
En Paradise Island, La mujer Maravilla entrena con Mala, y le dice cómo los Estados Unidos han cambiado desde el inicio de la guerra. Su compañera de entrenamiento le dice que la isla también ha cambiado, y que muchas amazonas desean un cambio en el liderazgo. Aunque Diana rápidamente se defiende de la traición de la amazonas, dos de ellas son pronto convertidas cuando El Centro se acerca.
Hal Jordan es encontrado más tarde por la Abin Sur, el Linterna Verde del Sector 2814. La destrucción del cohete lo hirió al entrar en la atmósfera terrestre, por lo que ordena a su anillo encontrar un sustituto digno. Él deja su anillo con Hal, y le dice quien es El Centro, describiéndolo como una "criatura monstruosa" que teme de los seres humanos y que busca su destrucción. En la Baticueva, Superman revisa la investigación de J'onn con Batman y conoce a Robin por primera vez. Batman ha modificado el diseño de su traje para que no asustar al inocente, pero todavía es capaz de sembrar el terror en el corazón de los villanos. Mientras discuten sobre el Centro, escuchan a Lois informar sobre el ataque de un pterodáctilo gigante en Cabo Cañaveral. Superman llega a la escena y rápidamente se derrota a la criatura. Casi inmediatamente después, el jet invisible de la Mujer Maravilla hace un aterrizaje de emergencia, con su cabina manchada de sangre. Antes de perder el conocimiento, la Mujer Maravilla le advierte a Superman que el Centro está por venir.
Faraday con el tiempo se hace amigo de J'onn y de vez en cuando juega al ajedrez con él. J'onn le revela a Faraday, que decidió permanecer en la base a causa de la próxima batalla contra el Centro. J'onn descubre que Faraday cree que algún día el mundo no va a vivir más del miedo y el odio. Al descubrir que dentro de Faraday hay esperanzas, J'onn renueva su fe en la humanidad y decide participar en la batalla para salvar a la Tierra. Antes de irse con Faraday, J'onn adopta una nueva forma híbrida superheroica: el Detective Marciano. Después de esto, el Centro inicia su ataque en la costa de Florida, finalmente revelándose como una gran isla flotante, con un ejército de dinosaurios mutados para defenderla. La amenaza atrae a héroes como Flash, Flecha Verde, Adam Strange, los Challengers of the Unknown, y el Blackhawks, que discuten con los soldados en la base. El conflicto es detenido por Superman, que aboga por la cooperación entre las dos partes. Él es inesperadamente apoyada por Faraday, acompañado por J'onn, que está de acuerdo en que el gobierno y los héroes deben trabajar juntos por la libertad. Con esto, Superman se dirige a hacer un reconocimiento en el Centro, pero es rápida y sorprendentemente derrotado.
Movidos por sus esfuerzos, el resto de los superhéroes de la Tierra y las fuerzas militares se unen para derrotar al Centro. Batman interrumpe una reunión entre Faraday, J'onn, Will Magnus, y los Challengers. Batman trajo consigo a Ray Palmer, un científico conocido por su trabajo en la reducción de la materia. Cuando uno de los Challengers argumenta que la tecnología es muy poco fiable, que destruye todo lo que contrae, Batman dice que ese es exactamente el punto, utilizar los rayos Palmer para reducir a la isla. Los héroes deben distraer al Centro con un asalto frontal (mientras que Hal y Ace bombardean a la criatura), dejando a Flash para cruzar rápidamente la isla con el rayo.
Mientras que el asalto aéreo es llevado a cabo (incluyendo a Batman y Flecha Verde como pilotos) son casi superados antes de la intervención de los Blackhawks, pero las fuerzas de tierra de Faraday son emboscados por una manada de dinosaurios mutantes. J'onn se siente abrumado por el impacto psíquico de El Centro y es rescatado por Faraday, quien poco después es capturado por un dinosaurio. Cuando está a punto de ser comido por un tiranosaurio, Faraday agarra dos granadas de mano y las pone en su boca. La cabeza explota por la detonación granada, matando a ambos. La muerte de su amigo ayuda a J'onn a deshacerse del control mental del Centro, y él y la Mujer Maravilla se recuperan para ayudar a cambiar el rumbo de la batalla terrestre.
Hal Jordan y Morgan Ace consiguen llegar al corazón de la criatura, pero quedan desorientados al principio por sus efectos alucinógenos. La criatura segrega un líquido espeso de color rojo que atasca las armas y casi los ahoga. Es entonces cuando se activa el anillo de Hal, con las instrucciones de reinstalación de los Guardianes del Universo en cuanto a su uso. Ace logra detonar su carga, y es rescatado por Hal - ahora vestido con un traje idéntico al de Abin Sur - justo antes de que explote su avión. La explosión se inicia, mientras los humanos se preparan para enviar a flash para terminar la criatura. El velocista es golpeado por la gravedad de la situación y su papel en él, pero J'onn le asegura que todo el mundo confía en él. Flash corre a través del océano y saltos sobre la superficie del Centro, cubriendo toda la superficie a pie antes de saltar en el océano. El Centro comienza a encogerse, pero al darse cuenta de su inminente destrucción, se dirige hacia la tierra para destruir a los seres humanos junto con él. Hal se da cuenta de lo que debe hacer, y envuelve a la isla con la energía verde, luego los arrastra hacia el espacio donde explota.
El mundo entero celebra la derrota del Centro. Muchos de los participantes en la batalla de asisten a una ceremonia, donde Hal celebra la victoria a su manera al perseguir su sueño: volar por el espacio con la ayuda de su anillo de poder nuevo. Durante la celebración, Superman reaparece todavía vivo, salvado por un hombre llamado Arthur (Aquaman) que dice ser de un reino submarino. Él y sus súbditos trataron las heridas de Superman durante la batalla con el Centro, al final Superman se reúne con Lois y el resto de los héroes.
Después de la victoria monumental, nace la segunda generación mundial de súper héroes: la Liga de la Justicia.

## Reparto y Doblaje
| Hal Jordan/Linterna Verde                 | David Boreanaz      | Héctor Indriago   |
| Barry Allen/Flash                         | Neil Patrick Harris | Ángel Balam       |
| J'onn J'onzz/John Jones/Martian Manhunter | Miguel Ferrer       | Carlos Vitale     |
| Kyle Ace Morgan                           | John Heard          | José Durán        |
| Princesa Diana/Wonder Woman               | Lucy Lawless        | Marycel González  |
| Kal-El/Clark Kent/Superman                | Kyle MacLachlan     | Luis Miguel Pérez |
| Rick Flag                                 | Lex Lang            | Jorge Marín       |
| King Faraday                              | Phil Morris         | Juan Guzmán       |
| Lois Lane                                 | Kyra Sedgwick       | Rebeca Aponte     |
| Carol Ferris                              | Brooke Shields      | Melanie Henríquez |
| Bruce Wayne/Batman                        | Jeremy Sisto        | José Méndez       |
| Personajes Secundarios                    |                     |                   |
| Abin Sur                                  | Corey Burton        | Armando Volcanes  |
| Dr. Will Magnus                           | Townsend Coleman    | Roger Eliud López |
| The Centre                                | Keith David         | Ledner Belisario  |
| Dick Grayson/Robin                        | Shane Haboucha      | Eder La Barrera   |
| Iris West                                 | Vicki Lewis         | Lidya Abboud      |
| Slam Bradley                              | Jim Meskimen        | Eder La Barrera   |
| Captain Cold                              | James Arnold Taylor | Daniel Jiménez    |

## Curiosidades
- El presupuesto estimado del film fue 3.5 millones de dólares
- En la película hay cameos de Lex Luthor,  Plastic Man, Canario Negro, Supergirl, Joker y Harley Quinn (quién es vista durante el discurso de John F. Kennedy)
- Está basada en los cómics DC: The New Frontier
- Quien le pone la voz a la Mujer Maravilla es Lucy Lawless, más conocida por la serie Xena: Warrior Princess.
- Se muestra a los personajes en la era dorada del cómic.
- En la portada aparece Robin, sin embargo en la película se le ve muy poco rato.